# Rudolf Burkert
Rudolf Burkert (n. 31 octombrie 1904, Polubný⁠(d), Liberec, Cehia – d. 7 iunie 1985, Republica Federală Germania) a fost un săritor cu schiurile ce a reprezentat Cehoslovacia, medaliat olimpic. A participat la o ediție a Jocurilor Olimpice (1928) în care a câștigat o medalie de bronz.

## Participări
Lista de mai jos prezintă principalele competiții la care a participat Rudolf Burkert de-a lungul carierei.
- Olympische Winterspiele 1928/Skispringen[*]